# FC Akhmat Grozny
Football Club Akhmat Grozny, conhecido previamente como Respublikanskiy Futbolniy Klub Terek (em língua russa, Республиканский футбольный клуб Терек), é um clube de futebol de Grózni, capital da Chechénia, sul da Rússia. O clube joga na Premier League Russa. Seu presidente é o ex-rebelde checheno e Presidente da Chechênia Ramzan Kadyrov. O nome original era "Terek Gronzy" até 2017, quando Kadyrov renomeou em homenagem ao seu pai, ex-rebelde e ex-presidente da Chechênia Akhmad Kadirov.

## História
Foi fundado em 1946 com a denominação de Dínamo, e em 1948 se chamava Neftyanik. Em 1958 passou a se chamar Terek. Devido à guerra ocorrida na Chechênia, o Terek teve que mandar suas partidas em Pyatigorsk, no Krai de Stavropol. A partir de 2008, o clube voltou a sediar os jogos em Grózni.
Em janeiro de 2011 o clube empregou o ex-futebolista (internacional pela seleção holandesa de futebol) Ruud Gullit para um contrato de 18 meses como treinador.

## Estádio
O estádio do Akhmat se chama Sultan Bilimkhanov, e possui capacidade para 10.200 torcedores.

## Títulos
- Copa da Rússia de Futebol: 2003-04
- Liga Nacional: 2004